# Ratty
Ratty je projekt Scooter. Pod tímto názvem vydali dva singly a mnoho remixů. Věta „Are you ratty?“ se objevuje i v singlu Ramp! (The Logical Song).
Kolem Ratty se hodně spekulovalo a nikdo jistě nevěděl, jestli to vůbec je Scooter. Vše se vyjasnilo, až když Scooter sami přiznali, že za projektem stojí oni. Podle jejich slov, chtěli vyzkoušet, jak se bude jejich hudba prodávat pod jinou značkou než Scooter.

## Diskografie
- Sunrise (Here I Am) (2000)
- Living On Video (2001)